# Honório Serpa
Honório Serpa är en kommun i Brasilien.   Den ligger i delstaten Paraná, i den södra delen av landet, 1 200 km söder om huvudstaden Brasília. Antalet invånare är 5 960. Arean är 502 kvadratkilometer.
Terrängen i Honório Serpa är kuperad åt sydväst, men åt nordost är den platt.
Omgivningarna runt Honório Serpa är en mosaik av jordbruksmark och naturlig växtlighet. Runt Honório Serpa är det glesbefolkat, med 12 invånare per kvadratkilometer.